# Nikolaï Maslov
Pour les articles homonymes, voir Maslov.
 (octobre 2018).
Si vous disposez d'ouvrages ou d'articles de référence ou si vous connaissez des sites web de qualité traitant du thème abordé ici, merci de compléter l'article en donnant les références utiles à sa vérifiabilité et en les liant à la section « Notes et références ».
Nikolaï Maslov, né le 1er janvier 1954 et mort le 3 juin 2014, est un auteur russe de bande dessinée.

## Biographie
Nikolaï Maslov est né à Novossibirsk en 1954 en Sibérie. Son grand-père, un paysan illettré fait partie des victimes du NKVD, le Commissariat du peuple à l'Intérieur, institution qui gérait le goulag et organisait les purges staliniennes. Son père était responsable d’un relais radio. Il a passé sa jeunesse en Sibérie, fait son service militaire en Mongolie pour ensuite vivre en exerçant des métiers manuels pour gagner sa vie mais en ne délaissant pas sa vocation artistique. Il a connu des moments sombres noyés dans l’alcool et en hôpital psychiatrique.
En 2000, il se présente dans une librairie moscovite avec les dessins sous le bras, le libraire est enthousiasmé par son œuvre et l’aide financièrement afin qu’il puisse se consacrer à sa réalisation. La bande dessinée paraît en France. La maison des auteurs (Angoulême) l’a accueilli afin de réaliser Les fils d’octobre, sa deuxième bande dessinée, parue en 2005. Le 3 juin 2014 Nikolai Maslov est mort en Sibérie du cancer des os.

## Ouvrages
- Une jeunesse soviétique, éd. Denoël Graphic, 2004  (ISBN 978-2-207-25618-3)
- Les Fils d'Octobre, éd. Denoël Graphic, 2005  (ISBN 978-2207257388)
- Il était une fois la Sibérie, trilogie
  - Première époque : Le Paradis des hommes, Actes Sud, 2010  (ISBN 978-2-7427-8818-7)